# Massamba Sambou
Massamba Lô Sambou (Kolda, 14 aprile 1986) è un ex calciatore senegalese, di ruolo difensore.